# Petra Krug

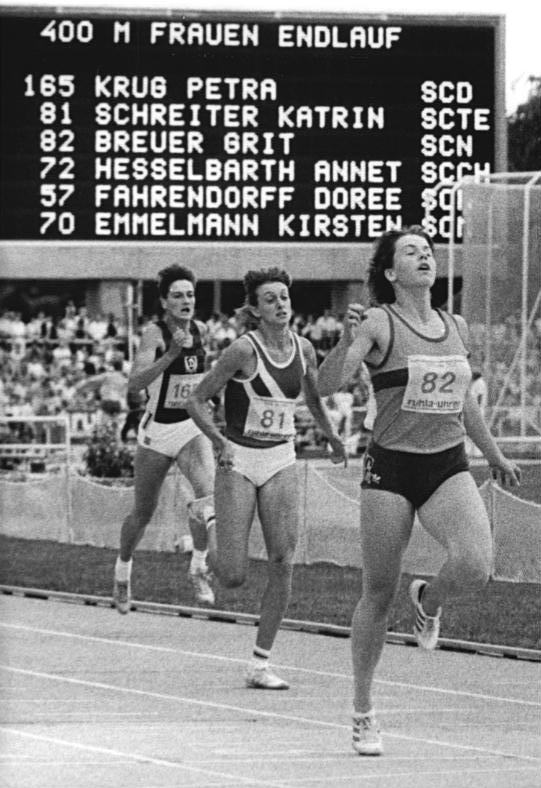
Petra Krug (links) bei den DDR-Meisterschaften 1989

Petra Krug (* 9. November 1963 in Dresden) ist eine ehemalige Hürdenläuferin aus der DDR, die sich auf die 400-Meter-Distanz spezialisiert hatte.
Bei den Weltmeisterschaften 1983 in Helsinki wurde sie Fünfte. 1990 qualifizierte sie sich bei den Europameisterschaften in Split für das Finale, erreichte aber nicht das Ziel.
1989 wurde sie DDR-Meisterin. Außerdem wurde sie bei den DDR-Meisterschaften 1983 Dritte über 400 Meter Hürden und 1989 Dritte über 400 Meter.
Petra Krug startete für den SC Einheit Dresden und den SC Dynamo Berlin.

## Persönliche Bestzeiten
- 100 m: 11,90 s, 9. Juli 1982, Karl-Marx-Stadt
- 200 m: 23,64 s, 9. Juni 1983, Potsdam
- 400 m: 52,03 s, 22. Juli 1989, Neubrandenburg
- 400 m Hürden: 54,35 s, 14. Juli 1989, Brjansk